# História do Kuwait
O Kuwait é um estado soberano no Sudoeste Asiático, localizado na cabeça do Golfo Pérsico. A região geográfica do Kuwait tem sido ocupada por humanos desde a antiguidade, especialmente devido à sua localização estratégica na cabeça do Golfo Pérsico. Na era pré-petróleo, o Kuwait era um porto comercial regional. Na era moderna, o Kuwait é mais conhecido pela Guerra do Golfo (1990-1991).

## Antiguidade

### Os gregos
No século III a.C. os gregos colonizaram a ilha Failaka e a batizaram de "Ícaro". Acredita-se que o nome veio da semelhança do local a uma ilha grega, onde, de acordo com mitologia, foi enterrado Ícaro. Outros crêem que o local ganhou este nome devido ao intenso calor, sendo portanto um lugar mais próximo do sol (veja lenda de Ícaro).

## A fundação do Kuwait

### Remotas migração e colonização
O Kuwait foi fundado no início do século XVIII por vários clãs da região de Anaiza, que migraram de Négede (região central da atual Arábia Saudita) para diversos pontos do litoral do Golfo Pérsico. Com a miscigenação dos migrantes, formou-se a tribo conhecida como Bani Utub. De acordo com a tradição local, os Sabahs migraram de Négede para o sul fugindo do deserto, mas acabaram por voltar. Reagruparam-se então a outros clãs e migraram para Zubara, na costa oeste do atual Qatar. Não encontrando melhor situação, migraram finalmente para o norte, Kuwait, onde encontraram um lugar aprazível para viver. Lá, já, se encontrava a tribo Bani Khalid, que havia construído uma pequena fortaleza. Daí o nome do país (Kuwait é o diminutivo de kut, fortaleza ou forte).

### Início do desenvolvimento político e econômico

#### Economia
A constante paz da região, mantida pelos Bani Khalid, proporcionou aos Bani Utub uma ótima oportunidade de crescimento. Embora os primeiros controlassem os portos, foram os segundos que desenvolveram melhor técnicas náuticas e trocas comerciais pelo mar. O Kuwait tinha um dos melhores portos naturais do Golfo Pérsico; sua localização estratégica permitia aos nativos comerciar com diversas caravanas, além de contrabandear mercadorias nas cidades do Império Otomano. As trocas comerciais incluíam cavalos, madeira, pimenta, café, tâmaras e especialmente pérolas. O Kuwait ficava próximo dos depósitos de pérolas que se estendiam ao longo da costa do Golfo Pérsico. No verão os barcos buscavam as pérolas para negociá-las no inverno.

#### Política
O comércio se tornou a base da economia, e os Bani Utub logo desenvolveram novos arranjos políticos e sociais para dar conta da complexa e crescente economia. Tradições tribais foram mantidas, mas organizadas. O comércio foi estratificado hierarquicamente. Os Bani Utub se tornaram a elite, controlando o comércio. Acima deles, só a família dos Al-Sabah.

##### Os Al-Sabah
Logo após o estabelecimento da colônia, um integrante do Sabah se tornou líder, governando até sua morte, em 1762. Um acordo selado em 1716 deixava o controle do governo e dos assuntos militares sob a tutela dos Sabah, enquanto os Khalifa controlavam o comércio e os Jalahima os negócios marítimos.

## O império britânico
Entre 1775 e 1779 a Companhia Britânica das Índias Ocidentais estabeleceu uma base na região. Os ingleses se interessavam cada vez mais pela região (e no Oriente Médio como um todo), tentando conter os planos alemãs de influência política na zona durante o século XIX.

## O homicídio de Muhammad bin Sabah
Embora o Kuwait fosse governado formalmente da cidade de Baçorá, os kuwaitinos mantinham relativa autonomia; sua integração cultural com os emirados do Golfo formava uma rede de confiança, com laços mais fortes do que aqueles que os atavam ao Iraque otomano. Na década de 1870, o Império Otomano tentava reafirmar sua presença no Golfo Pérsico, mandando uma expedição militar para a região em 1871, sem grande sucesso. Afinal de contas, os otomanos estavam falidos, dependentes dos grandes bancos europeus. Midhat Papa, governador do Iraque, exigiu a submissão do Kuwait ao controle otomano. Os al-Sabah, temerosos de uma invasão, aliaram-se aos britânicos. Em maio de 1896, o xeque Muhammad bin Sabah foi assassinado por seu meio-irmão, Mubarak al-Sabah (o grande), logo reconhecido pelo sultão otomano como o sub-governador provincial do Kuwait.

## Mubarak, o Grande
Em julho de 1897, Mubarak solicitou aos ingleses que canhoneiras fossem dispostas ao longo da costa do Kuwait, o que levou a primeira crise kuwaitiana. Os otomanos exigiram que os ingleses parassem de interferir em sua região de influência, mas recuaram ao invés de irem declarar guerra.
Em janeiro de 1899, Mubarak assinou um acordo com os ingleses, em que comprometia-se a não ceder território algum ou receber agentes estrangeiros sem o devido consentimento britânico, aumentando os poderes destes sob o pequeno país árabe. O tratado também dava aos britânicos a responsabilidade pela defesa do Kuwait, em troca de um subsídio anual de £1,500 à família governante. Em 1915 morreu Mubarak, sendo sucedido por seu filho Jabir, que morreu logo depois, passando o encargo de chefe de governo ao seu irmão Salim.

## A convenção anglo-otomana
A despeito do desejo do governo kuwaitiano em permanecer sob os auspícios britânicos, um tratado assinado em 1913 entre estes e os otomanos definiu a região do Kuwait como casa autônoma do Império Otomano, apontando os xeques kuwaitianos como líderes incapazes, submetendo-os ao governador otomano.
O tratado celebrava a autoridade do xeque kuwaitiano somente sob uma área circular de raio de 80 km, tendo a capital como centro. Esta região incluía as ilhas de Auhah, Bibiyan, Failaka, Kubbar, Mashian e Warba. Um outro círculo de mais 100 km de raio autorizava o governo kuwaitiano a recolher tributos e taxar os nativos.

## A guerra fronteiriça contra Négede
Após a Primeira Guerra Mundial, o Império Otomano caiu e os britânicos anularam o tratado anglo-otomano declarando o Kuwait um xecado independente sob proteção britânica. O vácuo de poder deixado pela queda do Império Otomano acirrou o conflito entre o Kuwait e Négede (planalto central da atual Arábia Saudita). O xeque Salim al Sabah afirmava que o Kuwait tinha plena soberania num raio de 140 km partindo da capital; entretanto, o governador de Négede, Abdul Aziz ibn Abdul Rahman ibn Saud, argüia que as fronteiras do Kuwait não iam além das muralhas que cercavam a capital.
Em maio de 1920, beduínos de Négede atacaram um destacamento militar kuwaitiano no sul do Kuwait, forçando sua retirada. Em outubro atacaram Jahra, a 40 km da capital. Em resposta, os britânicos chegaram ao local com canhoneiras, carros blindados e aviões de combate, forçando os beduínos de Négede a bater em retirada.

## O protocolo de Uqair
A década de 1920 e 1930 assistiu ao colapso da coleta de pérolas no Golfo Pérsico, levando consigo a economia do Kuwait. Isso ocorreu devido a invenção do cultivo artificial de pérolas. O Kuwait tornou-se um dos países mais pobres do mundo, cada vez mais dependente da assistência britânica.
Em resposta às crescentes incursões de beduínos em território kuwaitiano, o alto-comissário britânico de Bagdá, Percy Cox, impôs aos países o protocolo de Uqair de 1922, que definiu as fronteiras entre Iraque e Négede, e entre Kuwait e Négede.
Em 19 de abril de 1923, o governo britânico reconheceu novos limites entre o Iraque e o Kuwait, ampliando o território kuwaitiano. Esta decisão limitou o acesso iraquiano ao Golfo Pérsico a apenas 58 km, de áreas predominantemente pantanosas. Como isto dificultaria os planos expansionistas do Iraque, de se tornar uma potência naval. O rei iraquiano Faiçal I não reconheceu os novos limites, mas, como o Iraque estava sob controle britânico, pouco tinha a fazer. Em agosto do mesmo ano os limites foram ratificados, e a fronteira reconhecida oficialmente em 1927.
Em 1961, o Kuwait assumiu total controle sob o sistema legal do país, eliminando as regalias dos cidadãos britânicos.

## Guerra contra o Iraque
Nos anos 1980, o Kuwait, temendo o Irã, após a Revolução Iraniana, apoiou o Iraque na guerra Irã-Iraque enviando grandes somas de dinheiro ao Iraque.  Em consequência disso o Irã atacou os depósitos de petróleo do Kuwait, e este foi forçado a buscar a proteção dos Estados Unidos, que enviaram navios de guerra ao Golfo.
Após ser aliado do Iraque durante a guerra Irã-Iraque (pela maior parte devido a desejar a proteção Iraquiana do Irã Islâmico), o Kuwait foi invadido e anexado pelo Iraque (sob Saddam Hussein) em agosto 1990. As justificativas preliminares de Hussein incluíram uma bravata de que o território Kuwaitiano era de fato uma província Iraquiana, e que a anexação era uma represália pela "guerra econômica" que o Kuwait tinha empreendido completamente (perfurar inclinado) em fontes de óleo do Iraque. O monarca foi deposto após a anexação, e um governador Iraquiano  instalado.
Embora inicialmente ambíguo sobre uma potencial anexação do Kuwait pelo Iraque, o presidente dos Estados Unidos George H. W. Bush  condenou as ações de Saddam Hussein, e iniciou uma mobilização para a retirada das forças Iraquianas. Autorizado pelo conselho de segurança da ONU, tropas de 34 países lideradas pelos norte americanos lutaram a Guerra do Golfo Pérsico para derrubar o governo do Kuwait Emir. Após várias semanas de bombardeios aéreos, tropas internacionais lideradas pelos norte americanos iniciaram um assalto por terra em 23 de fevereiro de 1991, que removeu completamente as forças iraquianas do Kuwait em apenas quatro dias. Após a libertação, a ONU, a Resolução do Conselho de Segurança 687 reconhece as fronteiras entre o Kuwait e o Iraque baseados nos acordos  assinados entre os dois países em 1932 e 1963. Em novembro de 1994, o Iraque formalmente aceitou a demarcação de terras impostas pela ONU, estas mais tarde foram confirmadas através das Resoluções do Conselho de Segurança números 773 e 883.
Kuwait gastou mais de cinco bilhões de dólares no reparo da infraestrutura petrolífera avariada durante 1990-1991 (veja petróleo do Kuwait em chamas).
Em 2003, Kuwait serviu como a principal base temporária para as forças de coalizão na invasão do Iraque, mais uma vez lideradas pelos Estados Unidos; foi a única nação árabe a apoiar publicamente a invasão do Iraque desde o início.